# Alphubel
L'Alphubel  és una muntanya de 4.206 metres que es troba a la regió del Valais a Suïssa.